# Виртуальная кинематография
Virtual production (виртуальное производство медиаконтента, виртуальная кинематография) — производство кинематографического, телевизионного, фотоконтента и других видов медиа, при котором актеры или предметы помещаются в виртуальное 3Д-пространство, сгенерированное компьютером. При этом, человек, животное или предмет могут быть перенесены в виртуальную реальность непосредственно, с помощью наложения отдельного слоя фото- или видеосъемки на виртуальное 3Д-пространство или посредством считывания движений и координат местоположения с переносимого персонажа и передачи их на 3Д-модель, являющуюся частью виртуального 3Д-пространства, с помощью системы трекеров. В качестве виртуальной среды часто используются интегрированные среды разработки компьютерных игр — игровые движки; Unity, Unreal Engine.
Виртуальная реальность, созданная компьютерной программой, позволяет создавать композицию из зданий, предметов и персонажей и управлять фоном, освещением, временем суток, погодой, а также менять положение и настройки видео- и фотокамер.
Таким образом, виртуальное пространство заменяет съемочную площадку, фотостудию или другую локацию, с реальными объектами. Предшествующей virtual production технологией для студийной съемки, широко используемой в студийных съемках в настоящее время является зеленый экран (хромакей, chroma key). Преимуществом виртуального производства является возможность изменять персонажей, виртуальные декорации и их освещение в реальном времени; режиссёр или фотограф могут видеть результат сразу во время съёмки. Кроме того, новая технология упрощает работу актёров, позволяя им во время работы перед камерой видеть себя в сцене с уже добавленной компьютерной графикой.
Виртуальные декорации снижают стоимость и сроки кинопроизводства и позволяют воссоздавать локации в съёмочном павильоне, без транспортировки съёмочной группы и оборудования. Технология может быть использована как самостоятельно, так и в сочетании с традиционными методами съёмки. В некоторых случаях virtual production активно используется только на предварительной стадии съёмочного процесса, для оптимизации использования материальных ресурсов и времени при основной съёмке.

## Примеры использования

### Кино
Одним из ярких примеров использования virtual production непосредственно на съёмочной площадке стал фильм «Мандалорец 2» (часть франшизы «Звёздные войны»), в котором сгенерированное компьютером подвижное 3D-окружение актёров проецировалось на массивные LED-экраны, вокруг актёров, создавая не только виды инопланетных миров, но и декорации помещений.

### Музыка
С помощью технологии объёмного (англ. volumetric) видео, японского музыканта Miyavi в 2020 году поместили в клип на песню Need for Speed. Его оцифровали в токийской студии с помощью одновременной съемки более чем 10 видеокамерами с разных ракурсов, создав покадровые 3D-модели, анимация которых была добавлена в игровом движке Unity. Специалисты по эффектам создали виртуальные декорации, виртуальное освещение, а съёмку выполнил оператор виртуальной видеокамеры.
Певица Мэдисон Бир в 2021 году осуществила виртуальное выступление в концертном зале Sony Hall. Исполнительница и зал были отсканированы, а эффекты и анимация были добавлены в игровом движке Unreal Engine.